# Franz Nissl
Franz Nissl (9 septembre 1860 à Frankenthal (Palatinat) - 11 août 1919 Munich) est un neurologue neuropathologiste et psychiatre allemand.
Il donne son nom à une technique de coloration particulièrement utile en neuropathologie car elle ne fait apparaître que les corps cellulaires des neurones (péricaryon) et non leurs prolongements (axones). C'est grâce à cette coloration qu'il décrivit les corps de Nissl, qui correspondent au réticulum endoplasmique rugueux des neurones.

## Biographie
Après ses études de médecine, Nissl commence en 1885 sa formation en psychiatrie en tant qu'assistant chez Bernhard von Gudden, le médecin personnel de Louis II de Bavière, à Munich.
En 1889, Nissl est médecin-chef (Oberarzt) chez Aloïs Alzheimer à Francfort. Il rejoignit Emil Kraepelin à la clinique universitaire psychiatrique de Heidelberg en 1895. Il y exercera pendant 23 ans.
Il y passa son habilitation en 1896. Puis devint professeur en 1901.
En 1904 il prit la direction de la clinique universitaire psychiatrique, devenu mondialement renommée.
Il quitta sa chaire d'enseignement pour cause de maladie en 1918, et assuma jusqu'à sa mort la charge de directeur de département le centre allemand de recherche pour la Psychiatrie, fondé par Emil Kraepelin, qui constitue aujourd'hui le  Max-Planck-Institut für Psychiatrie.

## Publications
- 1903 Die Neuronenlehre und ihre Anhänger. Ein Beitrag zur Lösung des Problems der Beziehungen zwischen Nervenzelle, Faser und Grau. Gustav Fischer, Jena
- 1904 Zur Histopathologie der paralytischen Rindenerkrankung. In: Histologische und histopathologische Arbeiten über die Grosshirnrinde mit besonderer Berücksichtigung der pathologischen Anatomie der Geisteskrankheiten. Volume 1. G. Fischer, Jena, S. 315-494.
- 1908 mit Alois Alzheimer: Histologische und histopathologische Arbeiten über die Grosshirnrinde. Fischer, Jena
- 1921 mit Alois Alzheimer: Histologie und Histopathologie. Posthum erschienen in: Arbeiten über die Grosshirnrinde mit besonderer Berücksichtigung der pathologischen Anatomie der Geisteskrankheiten. Fischer, Jena